# Mina Loy
Mina Loy, seudónimo de Mina Gertrude Löwy (Londres, 27 de diciembre de 1882 - Aspen, Colorado, 25 de septiembre de 1966) fue una artista, escritora, diseñadora y actriz. Es conocida por su obra poética, su vinculación a vanguardias como el futurismo, el surrealismo y el dadaísmo, y su trayectoria vital y de activismo feminista. Estuvo casada con el artista multidisciplinar Arthur Cravan, con quien tuvo una hija.

## Trayectoria

### Primeros años
Mina Loy, cuyo nombre original era Mina Gertrude Löwy, nació en Londres. Su madre, Julia Bryan era inglesa y su padre, Sigmund Löwy, un húngaro judío.
Tras dejar la escuela a los diecisiete años, se trasladó a Múnich y estudió pintura durante dos años. A su regreso a Londres continuó con la pintura, teniendo en una ocasión como maestro a Augustus John. Durante sus estudios se familiarizó con las últimas teorías filosóficas y psicológicas de Europa (Friedrich Nietzsche, Henri Bergson, Sigmund Freud), así como con el pensamiento oriental. Posteriormente, se trasladó a París con Stephen Haweis, que había estudiado con ella en la  Academia Colarossi. La pareja se casó en 1903. Mina es citada por primera vez con el apellido Loy en 1904, cuando expuso seis acuarelas en el Salón de Otoño en París. La primera hija de Loy y Haweis, Oda, nació en 1904 y murió en su primer cumpleaños.
Loy se convirtió pronto en una habitual de la comunidad artística del salón de Gertrude y Leo Stein. Allí conoció a muchos de los principales artistas de vanguardia y escritores de la época, como Guillaume Apollinaire, Pablo Picasso y Henri Rousseau. Durante los tres años que pasó en París, Mina, Gertrude Stein y Djuna Barnes iniciaron una amistad que se prolongó durante el resto de sus vidas.
En 1907, Loy y Haweis se trasladaron a Florencia, donde llevaron vidas prácticamente separadas. A pesar del distanciamiento, tuvieron dos hijos más: Joella en 1907 y Giles en 1909. En Italia, Mina participó en la comunidad futurista y tuvo una relación con su líder Filippo Marinetti. Al mismo tiempo, formó un grupo con algunos expatriados de Manhattan, entre los que figuraban el novelista y crítico Carl van Vechten -que posteriormente se convertiría en su agente- y el periodista y comunista John Reed. Durante la Primera Guerra Mundial, Loy sirvió en un hospital del ejército.

### Poesía futurista yManifiesto feminista
Los poemas de Loy, sumamente originales, comenzaron a ser frecuentes en pequeñas revistas como Rogue, desde donde atrajo la atención de los vanguardistas neoyorquinos. Una vez que su trabajo empezó a cobrar el impulso necesario, sus poemas y artículos llegaron a las publicaciones más significativas de Nueva York. En 1914, "Aphorisms on Futurism" fue publicado en Camera Work. "Parturition", su gráfica descripción del parto, apareció en Trend.
En julio de 1915, Loy comenzó a escribir lo que más tarde se conocería como "Songs to Joannes" "(originalmente "Love songs"), una colección de poesía vanguardista que trata sobre la decepción que sufrió con Giovanni Papini, otro futurista con el que Loy había tenido una relación en Florencia. Los primeros lectores de "Canciones a Joannes" se sorprendieron por su forma de tratar la sexualidad, en particular, por las descripciones grotescas y sin tapujos del deseo erótico y las funciones corporales.
En 1918, Loy escribió su Feminist Manifesto, en parte como respuesta a la misoginia del fundador del futurismo, F. T. Marinetti.

### Nueva York y Arthur Cravan
Loy acabó desilusionada con el futurismo tanto por sus elementos machistas como por su acercamiento hacia el fascismo, lo que unido a que deseaba alejarse de su marido, la llevó a dejar a sus hijos con una niñera para mudarse a Nueva York en 1916. Allí comenzó a actuar con la compañía Provincetown Players y se integró en el grupo que se formó alrededor de la revista Others, que incluía a Man Ray, William Carlos Williams, Marcel Duchamp y Marianne Moore. Loy pronto llegó a ser un miembro destacado del círculo de bohemios de Greenwich Village. En esta época se convirtió además en adepta de la iglesia de la iglesia de la ciencia cristiana.
En 1917 conoció al boxeador y poeta dadaísta Arthur Cravan, que había abandonado Europa para evitar combatir en la Primera Guerra Mundial. De Nueva York, Cravan marchó a México adonde Loy le siguió cuando su divorcio fue definitivo. En la Alameda central de la Ciudad de México se casaron y vivieron un tiempo, siempre acuciados por las estrecheces económicas.
Al quedar Loy embarazada, la pareja decidió abandonar México en busca de una nueva vida en Argentina. El plan inicial era que ella, dado su estado, viajara en tren, mientras que Cravan se adelantaría viajando en barco. Para ello adquirió un pequeño yate con el que zarpó rumbo a Buenos Aires. Loy observó desde la playa cómo se alejó hasta desaparecer en el horizonte. Nunca más se le volvería a ver.

### París, Nueva York y últimos años
Loy volvió a Europa para tener a su hija, que nació en abril de 1919 y posteriormente se reunió con sus otros dos hijos en Florencia. Sin embargo, incapaz de aceptar la desaparición de Cravan, volvió a América al año siguiente para continuar su búsqueda, que resultó infructuosa. En Nueva York se reencontró con su antigua vida del Greenwich Village, con el teatro y con sus colegas escritores, además de entablar amistad con Ezra Pound, Tristan Tzara y Jane Heap. En 1923 regresó a París, donde con el apoyo de Peggy Guggenheim, comenzó un negocio de diseño y fabricación de pantallas de lámparas y arreglos florales pintados. Su primer libro, Lunar Baedecker, se publicó ese mismo año. Su vuelta a la ciudad le permitió recuperar su antigua amistad con Djuna Barnes y Gertrude Stein.
En 1936, Loy regresó a Nueva York y vivió un tiempo con su hija en Manhattan. De allí se mudó a Bowery, donde se interesó por los vagabundos de la zona. Inspirada por ellos escribió poemas y creó collages con materiales encontrados en la calle. En 1946 obtuvo la nacionalidad estadounidense. Su segundo y último libro, Lunar Baedeker & Time Tables, apareció en 1958. En 1959 expuso sus obras en la Bodley Gallery.
En 1953, se trasladó a Aspen, Colorado, para estar más cerca de sus hijas Joella y Fabienne. Joella había estado casada con el marchante Julien Levy y posteriormente se casó con el tipógrafo y artista de la Bauhaus Herbert Bayer. En Colorado, Mina Loy continuó escribiendo y trabajando en sus collages hasta su muerte, a la edad de 83 años.
Póstumamente, se publicó su novela Insel.

## Obras

### Ediciones en castellano
- Breve Baedeker lunar. Ediciones Torremozas, 2009.
- Antología poética. Huerga y Fierro, 2009.
- Mina Loy. Futurismo Dadá Surrealismo. La Linterna Sorda, 2016.
- Mina Loy. Poemas Escogidos + Manifiesto Feminista. Buenos Aires Poetry, 2020.[16][17]